# أملحة (جفال)
أملحة (بالفارسية: املحه) هي قرية تقع في إيران في قسم جفال الريفي. يقدر عدد سكانها بـ 33 نسمة بحسب إحصاء 2016.